# Variété (algèbre)
Pour les articles homonymes, voir variété.
 (mars 2021).
Si vous disposez d'ouvrages ou d'articles de référence ou si vous connaissez des sites web de qualité traitant du thème abordé ici, merci de compléter l'article en donnant les références utiles à sa vérifiabilité et en les liant à la section « Notes et références ».
Ne pas confondre avec la notion de variété algébrique.
En algèbre universelle, une variété est une classe équationnelle, c'est-à-dire une classe K non vide de structures algébriques de même signature qui satisfont un ensemble d'identités (appelé axiomatisation équationnelle de la classe).

## Exemple
Un monoïde est un ensemble E muni d'une loi interne * associative et d'un élément neutre. Ainsi, pour tous éléments x, y, z d'un monoïde, les équations suivantes sont vérifiées : 
(x * y) * z = x * (y * z)
x * e = x
e * x = x
De plus, ces trois équations caractérisent la notion de monoïde. Ainsi, la classe des monoïdes est une variété, puisqu'elle est définie par ces trois équations.

## Théorème HSP
D'après la définition, toute variété K vérifie :
- (H) toute image par homomorphisme d'un élément de K est dans K ;
- (S) toute sous-structure d'un élément de K est dans K ;
- (P) tout produit direct d'éléments de K est aussi dans K.

Le théorème HSP de Garrett Birkhoff (1935), énonce que la réciproque est vraie : toute classe stable par homomorphismes, sous-structures et produits est équationnelle.